# جون ديفيز (لاعب هوكي الجليد)
جون ديفيز (بالإنجليزية: John Davies)‏ (و. 1928 – 2009 م) هو لاعب هوكي الجليد كندي، ولد في إدمونتون، شارك في الألعاب الأولمبية الشتوية 1952، توفي عن عمر يناهز 81 عاماً.

## روابط خارجية
- جون ديفيز على موقع EliteProspects.com (الإنجليزية)
- جون ديفيز على موقع أوليمبيديا (الإنجليزية)